# Trisateles fascialis
Trisateles fascialis är en fjärilsart som beskrevs av Arnold Spuler 1907. Trisateles fascialis ingår i släktet Trisateles och familjen nattflyn. Inga underarter finns listade i Catalogue of Life.